# アインシュタインの愛シタイン
『アインシュタインの愛シタイン』（アインシュタインのあいシタイン）は、毎日放送が制作・放送の深夜バラエティ番組であり、アインシュタインの冠番組。
2021年1月15日（14日深夜）から3月26日（25日深夜）まで、毎週金曜日の0:25 - 0:53（木曜深夜、日本時間）に第1期、2022年1月13日（12日深夜）から、毎週木曜日の0:25 - 0:55（水曜深夜）に第2期を放送。
2022年10月改編により、同年10月9日（8日深夜）からは日曜 0:58 - 1:30（土曜深夜）に枠移動。

## 概要
アインシュタインの2人が、より愛される芸人へと成長するため、したいこと（＝シタイン）をやり尽くして自分たちを磨いていくことをテーマにしたロケ中心の番組。
レギュラー放送（第1期）終了後、2021年6月27日と同年9月12日に2回特番が放送された。また『リボーンSP』では、ゲストがやりたいこと（＝シタイン）を一緒にやっていく内容となった。
レギュラー放送（第2期）は、毎回ゲストを迎え「より多くの芸能人から愛される為にゲストと全ておそろい（＝3コイチ）を目指す」ことを番組テーマとしている。
2022年6月30日放送より新企画「違うんちゃーん？」がスタート。稲田がロケ先で間違いを仕込み、ご褒美を賭けて制限時間内にゲストと河井で間違いを探すというもの。また同年7月14日は特別企画「おもてなしシタイン」にて、後輩ゲストがアインシュタインをもてなした。

## 出演者
- アインシュタイン（稲田直樹・河井ゆずる）

## 放送リスト

### レギュラー第1期
| 2021年 | 2021年  | 2021年                                                 | 2021年                                    | 2021年              |
| 回数   | 放送日  | 放送内容                                               | ゲスト                                    | 備考                |
| ------ | ------- | ------------------------------------------------------ | ----------------------------------------- | ------------------- |
| 1      | 1月15日 | 本気でバイク買いタイン（稲田）                         |                                           |                     |
| 2      | 1月22日 | いい年して食べた事ないもの食べてみタイン（河井）       |                                           |                     |
| 3      | 1月29日 | オリジナルフレグランス作りタイン（河井）               |                                           |                     |
| 3      | 1月29日 | アーチェリーシタイン（稲田）                           |                                           |                     |
| 4      | 2月5日  | スタッフとファミリーの絆深めタイン（稲田）             | AD奥田の両親                              |                     |
| 5      | 2月12日 | 相方とサシ飲みシタイン（河井）                         | かまいたち                                |                     |
| 特別編 | 2月13日 | 愛シタインをお昼の皆様にもお届けシタイン（稲田）       | 河井の母親（ナレーター）                  | 第1・2・5回の総集編 |
| 6      | 2月19日 | オシャレな絵飾りタイン（稲田）                         | 御歌頭、笹岡由梨子、若木くるみ            |                     |
| 7      | 2月26日 | ゆずると焼き肉食べタイン（河井の母親）                 | 河井の母親                                |                     |
| 8      | 3月5日  | オシャレなクルーでロケシタイン（稲田）                 |                                           |                     |
| 8      | 3月5日  | 霊視鑑定してもらいタイン（河井）                       |                                           |                     |
| 9      | 3月12日 | ダブルアート・タグ考案ゲームで盛り上がりタイン（河井） | ダブルアート                              |                     |
| 10     | 3月19日 | ギターでラルク弾きタイン（稲田）                       | 中村大輔、松浦真也、くっきー!（野性爆弾） | 生放送              |
| 11     | 3月26日 | アインシュタインのテーマソングを作りタイン（稲田）     | トニーフランク、ベリーグッドマン          |                     |

### 特番
| 2021年 | 2021年  | 2021年                                     | 2021年                                             | 2021年 |
| 回数   | 放送日  | 放送内容                                   | ゲスト                                             | 備考   |
| ------ | ------- | ------------------------------------------ | -------------------------------------------------- | ------ |
| SP     | 6月27日 | もっとキモくなりタイン（稲田）             | モモコ（ハイヒール）、遠藤慎也、アキナ、トミーズ健 |        |
| SP     | 6月27日 | 河井さんが体を張るとこ見てみタイン（稲田） | 河合郁人（A.B.C-Z）                                |        |
| SP     | 6月27日 | サーフィンで波乗りタイン（河井）           |                                                    |        |
| SP     | 9月12日 | うまい酒のツマミ知りタイン（岩尾）         | フットボールアワー                                 |        |
| SP     | 9月12日 | 催眠術をかけられてみタイン（本田望結）     | 本田望結、本田紗来                                 |        |

### レギュラー第2期
| 2022年 | 2022年   | 2022年                                        | 2022年                                                 | 2022年                                                           | 2022年 |
| 回数   | 放送日   | 放送内容                                      | ゲスト                                                 | 備考                                                             |        |
| ------ | -------- | --------------------------------------------- | ------------------------------------------------------ | ---------------------------------------------------------------- | ------ |
| 12     | 1月13日  | くら寿司で相性診断                            | 千原ジュニア（千原兄弟）                               |                                                                  |        |
| 13     | 1月20日  | 中崎町グルメで相性診断                        | 朝日奈央                                               |                                                                  |        |
| 14     | 1月27日  | 天下一品で相性診断                            | 小杉竜一（ブラックマヨネーズ）                         |                                                                  |        |
| 15     | 2月3日   | 千林商店街で相性診断                          | ダレノガレ明美                                         |                                                                  |        |
| 16     | 2月10日  | 大阪肉グルメで相性診断                        | 長州力                                                 |                                                                  |        |
| 17     | 2月17日  | 爆売れ商品で相性診断                          | リンゴ（ハイヒール）                                   |                                                                  |        |
| 18     | 2月24日  | 大阪アゲアゲスポットで相性診断                | DJ KOO                                                 |                                                                  |        |
| 19     | 3月3日   | ミナミの老舗グルメで相性診断                  | 黒田有（メッセンジャー）                               |                                                                  |        |
| 20     | 3月10日  | 鳥貴族で相性診断                              | アキナ                                                 |                                                                  |        |
| 21     | 3月24日  | 松屋町で相性診断                              | 丸山桂里奈                                             |                                                                  |        |
| 22     | 3月31日  | おうち時間のご褒美で相性診断                  | 酒井藍                                                 | その他には島田珠代が出演した。                                   |        |
| 23     | 4月7日   | 新町最新スイーツで相性診断                    | 藤本敏史（FUJIWARA）                                   |                                                                  |        |
| 24     | 4月14日  | 絶品たまごグルメで相性診断                    | 梅沢富美男                                             |                                                                  |        |
| 25     | 4月21日  | 梅田で人気春のバイキングで相性診断            | ギャル曽根                                             |                                                                  |        |
| 26     | 4月28日  | 生野のアンミカ行きつけグルメで相性診断        | アンミカ                                               |                                                                  |        |
| 27     | 5月4日   | モテキャンプで相性診断                        | 徳井義実（チュートリアル）                             |                                                                  |        |
| 28     | 5月11日  | 愛シュタイン!?店で相性診断                    | 石原良純                                               |                                                                  |        |
| 29     | 5月18日  | お好み焼き巡りで相性診断                      | 土田晃之                                               |                                                                  |        |
| 30     | 5月25日  | 新・新世界ツアーで相性診断                    | デヴィ夫人                                             |                                                                  |        |
| 31     | 6月1日   | 思い出の谷町グルメで相性診断                  | ケンドーコバヤシ                                       | 10分拡大で放送                                                   |        |
| 32     | 6月8日   | 餃子の王将で相性診断                          | 藤崎マーケット                                         |                                                                  |        |
| 33     | 6月15日  | ゆずるvs郁人カワイ対決見タイン                | 河合郁人（A.B.C-Z）                                    |                                                                  |        |
| 34     | 6月22日  | 甲子園で相性診断                              | 遠藤章造（ココリコ）                                   |                                                                  |        |
| 35     | 6月29日  | 安ウマ店で違うんちゃ〜ん!?                    | NON STYLE                                              |                                                                  |        |
| 36     | 7月6日   | 愛シタイン店で違うんちゃ〜ん!?                | 松嶋尚美                                               |                                                                  |        |
| 37     | 7月13日  | 自宅でおもてなしシタイン                      | ニッポンの社長、今井らいぱち                           |                                                                  |        |
| 38     | 7月27日  | アメリカンツアーで違うんちゃ〜ん!?            | 岡田圭右（ますだおかだ）                               |                                                                  |        |
| 39     | 8月3日   | 奈良で夏スポット違うんちゃ〜ん!?              | 笑い飯                                                 | その他には今井らいぱち、小西武蔵が出演した。                     |        |
| 40     | 8月10日  | 淡路島満喫&ツーリングシタイン                 | エルフ、フースーヤ                                     |                                                                  |        |
| 41     | 8月17日  | 淡路島満喫&ツーリングシタイン                 | トキ（藤崎マーケット）、守谷日和、紅しょうが、ステボシ |                                                                  |        |
| 42     | 8月24日  | カツカレー店&最近キッズジムで違うんちゃ〜ん!? | つるの剛士                                             |                                                                  |        |
| 43     | 8月31日  | 行列ラーメン&楽器店で違うんちゃ〜ん!?         | くっきー!（野性爆弾）                                  | その他には川畑泰史、❤️さゆり（かつみ・さゆり）が出演した。       |        |
| 44     | 9月7日   | 大物有名人だらけの違うんちゃ〜ん!?            | 原口あきまさ                                           | その他には神奈月、Mr.シャチホコ、みはるが出演した。              |        |
| 45     | 9月14日  | 天王寺話題スポットで違うんちゃ〜ん!?          | ミルクボーイ                                           |                                                                  |        |
| 46     | 9月21日  | 最新住宅&令和の純喫茶で違うんちゃ〜ん!?       | ずん                                                   | 最初は飯尾のみ出演していたが、途中からやすも出演した。           |        |
| 47     | 10月8日  | 裏祇園で違うんちゃ〜ん!?                      | 陣内智則                                               | その他にたむらけんじが出演した。                                 |        |
| 48     | 10月15日 | 最新京都スポットで違うんちゃ〜ん!?            | ジャングルポケット                                     | その他に近藤千尋が出演した。                                     |        |
| 49     | 10月29日 | 自宅でおもてなしシタイン                      | 紅しょうが、ダブルヒガシ                               |                                                                  |        |
| 50     | 11月5日  | つけ麺&ラルクbarで違うんちゃ〜ん!?            | 狩野英孝                                               | その他に木崎太郎（祇園）、ほしのディスコ（パーパー）が出演した。 |        |
| 51     | 11月12日 | 稲田専用マスク作りタイン                      | 土田晃之、諸見里大介                                   |                                                                  |        |
| 52     | 11月19日 | ゆずると郁人を仲直りさせタイン                | 河合郁人（A.B.C-Z）                                    |                                                                  |        |
| 53     | 11月26日 | カジュアル北新地で違うんちゃ〜ん!?            | 田村淳（ロンドンブーツ1号2号）                         | その他にはロンフーあつし、まちゅが出演した。                     |        |
| 54     | 12月10日 | クリスマス直前!USJ満喫シタイン                | 小杉竜一（ブラックマヨネーズ）                         | その他には島田珠代が出演した。                                   |        |
| 55     | 12月17日 | クリスマス直前!USJ満喫シタイン                | 小杉竜一（ブラックマヨネーズ）                         | その他にはシルク、❤️さゆり（かつみ・さゆり）が出演した。         |        |
| 56     | 12月24日 | クリスマススポットで違うんちゃ〜ん!?          | アキナ                                                 | その他には多和田上人、守谷日和が出演した。                       |        |

| 2023年 | 2023年  | 2023年                                           | 2023年 | 2023年                                                                                                   | 2023年 |
| 回数   | 放送日  | 放送内容                                         | ゲスト | 備考 |        |
| ------ | ------- | ------------------------------------------------ | --- | --- | ------ |
| 57     | 1月7日  | おもてなしシタイン新年会SP                       | コウテイ、マユリカ | |        |
| 58     | 1月14日 | Meets Regiomal編集部で違うんちゃ〜ん!?           | 勝俣州和 | その他にはあいかわい翔が出演した。                                                                       |        |
| 59     | 1月21日 | 大阪レア店で違うんちゃ〜ん!?                     | おいでやすこが | その他には三浦マイルドが出演した。                                                                       |        |
| 60     | 1月28日 | やみつき背徳グルメ巡りで違うんちゃ〜ん!?         | ビスケットブラザーズ | その他にはナダル（コロコロチキチキペッパーズ）、今井らいぱち、田中ショータイム（フースーヤ）が出演した。 |        |
| 61     | 2月4日  | なにわの洗礼ツアーで違うんちゃ〜ん!?             | 三四郎 | その他には近藤くみこ（ニッチェ）、モグライダー、井口浩之（ウエストランド）が出演した。                   |        |
| 62     | 2月11日 | エンターティンメントな夜のお店で違うんちゃ〜ん!? | ナジャ・グランディーバ | その他にはフェミニーナ、ロビン、イルローザが出演した。                                                   |        |
| 63     | 2月18日 | 癒し&開運スポットで違うんちゃ〜ん!?              | ネルソンズ | その他には鬼越トマホークが出演した。                                                                     |        |
| 64     | 2月25日 | "関西罪悪感ゼログルメ巡り"で違うんちゃ〜ん!?     | おかずクラブ | その他には瀬戸洋祐（スマイル）、横澤夏子が出演した。                                                     |        |
| 65     | 3月4日  | なにわオカンの洗礼ツアーで違うんちゃ〜ん!?       | ザ・マミィ | |        |
| 66     | 3月11日 | コンビ思い出の場所で会いタイン                   | 木崎太郎（祇園）、トキ（藤崎マーケット）                                                                                    | |        |
| 67     | 3月18日 | 絶対に盛り上がる宴会シタイン                     | アキナ、藤崎マーケット、今井らいぱち、木崎太郎（祇園）、守谷日和、ダブルアート、フースーヤ                                  | |        |
| 68     | 3月25日 | 絶対に盛り上がる宴会シタイン                     | アキナ、紅しょうが、今井らいぱち、ダブルアート、藤崎マーケット、木崎太郎（祇園）、守谷日和、フースーヤ、河合郁人（A.B.C-Z） | この放送日で最終回である。                                                                               |        |

## ネット局

### レギュラー第1期
| 放送対象地域 | 放送局          | 系列    | 放送時間                     | ネット状況 |
| ------------ | --------------- | ------- | ---------------------------- | ---------- |
| 近畿広域圏   | 毎日放送（MBS） | TBS系列 | 金曜 0:25 - 0:53（木曜深夜） | 制作局     |

### 大復活SP
| 放送対象地域 | 放送局          | 系列    | 放送時間                         | ネット状況 |
| ------------ | --------------- | ------- | -------------------------------- | ---------- |
| 近畿広域圏   | 毎日放送（MBS） | TBS系列 | 2021年6月27日（日）13:54 - 16:00 | 制作局     |

### リボーンSP
| 放送対象地域 | 放送局          | 系列    | 放送時間                         | ネット状況 |
| ------------ | --------------- | ------- | -------------------------------- | ---------- |
| 近畿広域圏   | 毎日放送（MBS） | TBS系列 | 2021年9月12日（日）16:00 - 17:00 | 制作局     |

### レギュラー第2期
| 放送対象地域   | 放送局            | 系列    | 放送時間                                                    | ネット状況 |
| -------------- | ----------------- | ------- | ----------------------------------------------------------- | ---------- |
| 近畿広域圏     | 毎日放送（MBS）   | TBS系列 | 木曜 0:25 - 0:55（水曜深夜） ↓ 日曜 0:58 - 1:30（土曜深夜） | 制作局     |
| 広島県         | 中国放送（RCC）   | TBS系列 | 木曜 1:07 - 1:37（水曜深夜）                                | 遅れネット |
| 青森県         | 青森テレビ（ATV） | TBS系列 | 木曜 0:55 - 1:25（水曜深夜）                                | 遅れネット |
| 鳥取県・島根県 | 山陰放送（BSS）   | TBS系列 | 火曜 0:25 - 0:55（月曜深夜）                                | 遅れネット |
| 長崎県         | 長崎放送（NBC）   | TBS系列 | 土曜 0:20 - 0:55（金曜深夜）                                | 遅れネット |
| 大分県         | 大分放送（OBS）   | TBS系列 | 火曜 0:55 - 1:27（月曜深夜）                                | 遅れネット |

## スタッフ
- ナレーション：福島暢啓（MBSアナウンサー）(第1期)/中村郁 (第2期)
- 構成：やまだともカズ、勝浦慎吾、西尾優希菜/堀内亮
- CAM：森本翔一、服部篤、居波優
- 音声：本城宣彰
- 音効：山本大輔
- EED：岸本元博、土生健太郎
- タイトル：杉浦菜帆
- CG：紀野伸子、田中裕司
- 美術：岡久世
- 衣装：大柴佐妃
- メイク：犀川千裕
- デスク：西城栄里（MBS）
- 編成：藤原大輔（MBS）
- 宣伝：稲付晴日（MBS）
- 協力：よしもとブロードエンタテインメント、ガーデンガーデン、戯音工房、タイトルラボ、えむき、翔、アイディアリミックスクラブ、東京衣裳【毎週】、マイシャ、アスカプロダクション、京阪商会【週替り】
- AD：橋本和磨、奥田香穂（よしもとブロードエンタテインメント）
- ディレクター：竹内成修・福井彩音（MBS）、石田耕平・菱田忠（よしもとブロードエンタテインメント）
- 演出：糊田裕（MBS）
- プロデューサー：中村武史（MBS）、車谷尚彦（吉本興業）、南沙織（よしもとブロードエンタテインメント）
- 制作：新堂裕彦（MBS）
- 制作協力：吉本興業
- 製作著作：毎日放送

## オープニング曲・エンディング曲
- オープニング曲（タイトルコール）
  - ポルカドットスティングレイ「バケノカワ」

- エンディング曲
  - 河井ゆずる「Sha-kedo～愛されるよりアインシュタイン～」